# Jean-Marie Dallet (écrivain)
Pour les articles homonymes, voir Jean-Marie Dallet et Dallet (homonymie).
 (juillet 2017).
Si vous disposez d'ouvrages ou d'articles de référence ou si vous connaissez des sites web de qualité traitant du thème abordé ici, merci de compléter l'article en donnant les références utiles à sa vérifiabilité et en les liant à la section « Notes et références ».
Jean-Marie Dallet est écrivain et marin, né le 3 septembre 1940. Depuis Les Antipodes édité aux Éditions du Seuil et préfacé par Marguerite Duras, il a publié une vingtaine de romans dont Dieudonné Soleil qui obtint la bourse Goncourt du récit historique et fut classé par la revue Lire parmi les vingt meilleurs livres de l'année 1983.
Jean-Marie Dallet a toujours navigué entre la Méditerranée, Paris et le Pacifique Sud.

## Œuvres
- Les Antipodes - Seuil - 1968
- L'Atelier du tropique - Saint-Germain des Prés - 1976
- Waterman bleu-noir - Laffont - 1978
- Tahiti Jim - Laffont — 1979
- Dieudonné Soleil - Laffont - 1983
- Paradis, paradis - Laffont - 1984
- Fin de Partie au Sans Souci - Laffont - 1988
- Veilleur où en est la Vie - Laffont - 1992
- Je, Gauguin - Table Ronde - 1994
- Au soleil des vivants - Lattès - 1998
- Tentative de fuite - Plon - 2000
- Pontmaudit ou les Chemins de la Haute Mer — Le Rocher - 2004
- Au plus loin du Tropique - Les Éditions du Sonneur - 2005
- Encre de guerre - Les Éditions du Sonneur - 2008
- 17°Sud 149° Ouest - Au Vent des Îles - 2011
- Ce que disent les morts et les vivants - Les Éditions du Sonneur - 2013
- De pareils Tigres - Libretto - 2015
- Architectures de mémoire,  Les Presses du Réel,  coécrit avec Bertrand Gervais,  2019